# Військова таємниця
Військова таємниця — застаріла загальна назва таємних відомостей військового характеру. У сучасному українському законодавстві використовується термін «державна таємниця у сфері оборони» або поняття «відомості військового характеру, що становлять державну таємницю».

## Державна таємниця у сфері оборони
До державною таємницею у сфері оборони, зокрема, відносяться відомості:
- про зміст стратегічних і оперативних планів та інших документів бойового управління, підготовку та проведення військових операцій, стратегічне та мобілізаційне розгортання військ, а також про інші найважливіші показники, які характеризують організацію, чисельність, дислокацію, бойову і мобілізаційну готовність, бойову та іншу військову підготовку, озброєння та матеріально-технічне забезпечення Збройних Сил України та інших військових формувань;
- про дислокацію, характеристики пунктів управління, зміст заходів загальнодержавного та регіонального, у разі необхідності міського і районного рівня, щодо приведення у готовність єдиної державної системи цивільного захисту населення і територій до виконання завдань в особливий період та про організацію системи зв'язку (оповіщення) в особливий період, можливості населених пунктів, регіонів і окремих об'єктів щодо евакуації, розосередження населення і забезпечення його життєдіяльності; забезпечення виробничої діяльності об'єктів національної економіки у воєнний час;
- про геодезичні, гравіметричні, картографічні та гідрометеорологічні дані і характеристики, які мають значення для оборони країни;
- про застосування систем озброєння, підготовку та проведення військових операцій;
- про винаходи, дослідження і розробку нових зразків озброєння в інтересах забезпечення національної безпеки і оборони та про результати таких досліджень і розробок;
- про заходи та показники розвитку Збройних Сил України та їх спроможностей;
- про склад, завдання та матеріально-технічне забезпечення розвідувального органу Міністерства оборони України та зібрану і створену ним інформацію в результаті його діяльності;
- про особовий склад Сил спеціальних операцій Збройних Сил України, а також осіб, які співпрацюють або раніше співпрацювали на конфіденційній основі із Силами спеціальних операцій Збройних Сил України, фінансування та матеріально-технічне забезпечення руху опору, засоби, зміст, плани, організацію, завдання, форми, методи і результати ведення руху опору, оперативний резерв та мережу осередків руху опору.

Віднесення відповідної інформації до державної таємниці здійснюється згідно з відповідною процедурою державним експертом з питань таємниць шляхом обґрунтування та визначення можливої шкоди національній безпеці України у разі розголошення цих відомостей.
Військова присяга та статути Збройних сил України зобов'язують кожного військовослужбовця зберігати державну таємницю.

## Покарання за розголошення
Винні в розголошенні державної таємниці несуть юридичну відповідальність. Зокрема, покарання за розголошення відомостей військового характеру, що є державною таємницею, а також за втрату документів і предметів, які містять цю таємницю, передбачене статтею 422 Кримінального кодексу.
У разі розголошення військовослужбовцем інших відомостей, які теж становлять державну таємницю, відповідальність настає за ст. 67, а за втрату документів з такими відомостями — за ст. 68. Кримінальну відповідальність військовослужбовці несуть і за розголошення військових відомостей, які не підлягають оприлюдненню, тобто службової таємниці (п. «г», «д» ст. 253).
До суворої відповідальності притягуються ті військовослужбовці, які за відсутності ознак державної зради передали іноземним організаціям або їхнім представникам відомості хоч і не військового характеру, але такі, що становлять службову таємницю (ст. 68 КК України). Водночас військове кримінальне законодавство передбачає можливість застосування правил Дисциплінарного статуту ЗС України за розголошення «військової таємниці», якщо це правопорушення вчинено за пом'якшуючих обставин (ст. 253 КК). У випадку, коли особа після звільнення із ЗС України в запас (відставку), залишення посади або звільнення з установи оборонного значення розголошує відомі їй по колишній службі чи по роботі відомості, що містять «військову таємницю» (чи державну), вона несе кримінальну відповідальність за ст. 67 КК України.